# Кошоктон (Огайо)
Кошоктон (англ. Coshocton) — місто (англ. city) в США, в окрузі Кошоктон штату Огайо. Населення — 11 050 осіб (2020).

## Географія
Кошоктон розташований за координатами 40°15′49″ пн. ш. 81°51′0″ зх. д. / 40.26361° пн. ш. 81.85000° зх. д. (40.263665, -81.850020).  За даними Бюро перепису населення США в 2010 році місто мало площу 21,26 км², з яких 20,94 км² — суходіл та 0,32 км² — водойми.

## Демографія
Згідно з переписом 2010 року, у місті мешкало 11 216 осіб у 4872 домогосподарствах у складі 2927 родин. Густота населення становила 528 осіб/км².  Було 5458 помешкань (257/км²).
Расовий склад населення:
| - 95,7 % — білих - 1,8 % — чорних або афроамериканців - 0,4 % — азіатів - 0,2 % — корінних американців |

До двох чи більше рас належало 1,6 %. Частка іспаномовних становила 1,1 % від усіх жителів.
За віковим діапазоном населення розподілялося таким чином: 21,7 % — особи молодші 18 років, 57,8 % — особи у віці 18—64 років, 20,5 % — особи у віці 65 років та старші. Медіана віку мешканця становила 42,9 року. На 100 осіб жіночої статі у місті припадало 88,0 чоловіків;  на 100 жінок у віці від 18 років та старших — 84,3 чоловіків також старших 18 років.
Середній дохід на одне домашнє господарство  становив 48 460 доларів США (медіана — 36 372), а середній дохід на одну сім'ю — 59 892 долари (медіана — 45 529). Медіана доходів становила 45 888 доларів для чоловіків та 27 371 долар для жінок. За межею бідності перебувало 17,0 % осіб, у тому числі 21,6 % дітей у віці до 18 років та 7,2 % осіб у віці 65 років та старших.
Цивільне працевлаштоване населення становило 4537 осіб. Основні галузі зайнятості: виробництво — 26,3 %, освіта, охорона здоров'я та соціальна допомога — 25,6 %, роздрібна торгівля — 10,6 %, мистецтво, розваги та відпочинок — 9,1 %.